# Théorème de Green-Tao

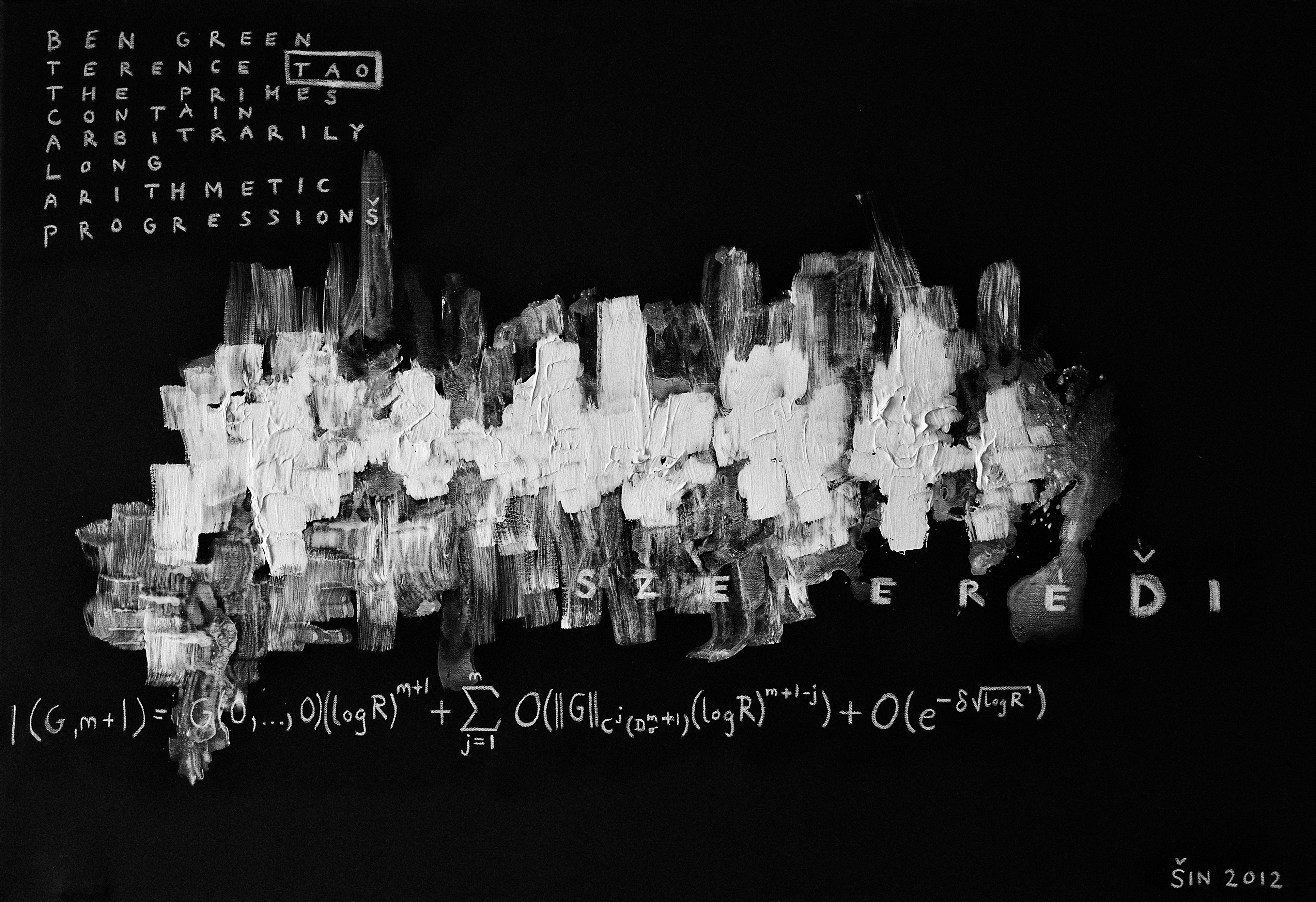
Green-Tao Theorem with Endre Szemeredi, tableau d'Oliver Sin, 2012

En mathématiques, plus précisément en théorie des nombres, le théorème de Green-Tao, démontré par les mathématiciens Ben Green et Terence Tao en 2004, s'énonce de la façon suivante :
Autrement dit, pour un entier naturel k arbitraire, il existe une suite arithmétique de k termes formée de nombres premiers. 
Ce théorème est un cas particulier de la conjecture d'Erdős sur les progressions arithmétiques.

## Théorème
1. Pour tout entier {\displaystyle k\in \mathbb {N} } il existe une infinité de suites arithmétiques de nombres premiers de longueur {\displaystyle k}.
2. Soit {\displaystyle \pi (N)} la fonction qui compte les nombres premiers inférieurs ou égaux à {\displaystyle N}. Si {\displaystyle A} est un sous-ensemble des nombres premiers tel que

{\displaystyle \limsup _{N\to \infty }{\frac {{\big |}A\cap [1,N]{\big |}}{\pi (N)}}>0},
alors {\displaystyle A} contient, pour chaque {\displaystyle k\in \mathbb {N} },  une infinité de suites arithmétiques de nombres premiers de longueur {\displaystyle k}.

## Histoire

### Théorème de la progression arithmétique
Le mathématicien Legendre, à la fin du XVIIIe siècle, avait affirmé sans démonstration le théorème de la progression arithmétique, selon lequel toute suite arithmétique infinie dont le premier terme n'a pas de diviseur commun avec la raison, contient une infinité de nombres premiers. 
Par exemple, la suite des nombres impairs 3, 5, 7, 9, 11, … est une suite arithmétique de raison 2. Comme 3 (le premier terme) et 2 (la raison) n'ont pas de diviseur commun, il y a une infinité de nombres premiers impairs. Cet exemple est évident, car, à l'exception de 2, tous les nombres premiers sont impairs (les nombres pairs sont divisibles par 2, donc les nombres pairs autres que 2 ne sont pas premiers). Un exemple moins élémentaire est le suivant : la suite 4, 7, 10, 13, 16, 19, …, de raison 3 et de premier terme 4, contient une infinité de nombres premiers. Il y a deux autres suites de raison 3 :
- 3, 6, 9, 12, 15, 18, …, constituée de multiples de 3, ne contient aucun autre nombre premier que 3.
- 2, 5, 8, 11, 14, 17, …, contient une infinité de nombres premiers.

La démonstration de ce théorème, faite par le mathématicien allemand Dirichlet vers 1840, sera à la base d'une nouvelle discipline : la théorie analytique des nombres. Elle utilise des méthodes pour étudier les fonctions d'une variable complexe, afin d'en tirer des conclusions sur les nombres premiers. Il montre même mieux, par exemple que les deux suites de raison 3 citées plus haut (celle commençant par 2 et celle commençant par 1) contiennent en moyenne autant de nombres premiers l'une que l'autre (pourvu que l'on donne un sens convenable au terme « en moyenne »).

## Le théorème

### Énoncé et exemples
On connaît des suites arithmétiques de longueur finie constituées uniquement de nombres premiers.
Trois exemples figurent dans le tableau suivant :
| Longueur | Raison | Suite de nombres premiers |
| -------- | ------ | ------------------------- |
| 3        | 2      | 3, 5, 7.                  |
| 5        | 6      | 5, 11, 17, 23, 29.        |
| 6        | 30     | 7, 37, 67, 97, 127, 157.  |

La question posée par Green et Tao est la suivante : de telles suites arithmétiques finies, constituées uniquement de nombres premiers, existent-elles pour toute longueur fixée arbitrairement grande ? La réponse, qui constitue le théorème de Green-Tao, est affirmative.

### Précisions et conséquences
Green et Tao ont montré que l'on peut trouver de telles suites de longueur aussi grande qu'on le souhaite, et plus précisément que pour tout entier k et tout réel {\displaystyle \delta } strictement positif, pour tout x suffisamment grand, si P est un ensemble de nombres premiers inférieurs à x contenant au moins {\displaystyle \delta \pi (x)} éléments (où {\displaystyle \pi (x)} est le nombre de nombres premiers inférieurs à x), alors P contient au moins une progression arithmétique de nombres premiers comptant k termes. Mais leur théorème n'est pas constructif en pratique : il établit seulement qu'une telle progression arithmétique de longueur k existe, avec une raison et un premier terme plus petits que :
(expérimentalement, cette borne semble plutôt devoir être de l'ordre de k!). 
La technique utilisée a pour nouvelle source d'inspiration la théorie ergodique, une branche de la théorie des systèmes dynamiques. La première utilisation de cette méthode date sans doute des travaux de Hillel Furstenberg, qui redémontra le théorème de Szemerédi. Ce théorème affirme qu'une suite de densité positive possède des sous-suites arithmétiques de longueur arbitraire. Cependant la suite des nombres premiers n'est pas de densité positive. Le tour de force de Green et Tao est justement d'introduire de nouvelles méthodes permettant de contourner cette difficulté.

## Recherche sur les suites arithmétiques de nombres premiers
La recherche sur les nombres premiers en progression arithmétique concerne plusieurs points : augmenter la longueur de la suite, diminuer la raison pour une longueur donnée, jouer sur la taille du premier terme.
- Le 12 avril 2010, une suite constituée de 26 termes[4] a été trouvée par Benoît Perichon et PrimeGrid[5] ; elle est :

avec n entier allant de 0 à 25  et P(23), primorielle de 23, valant 2 × 3 × 5 × 7 × 11 × 13 × 17 × 19 × 23 = 223 092 870.
- James Fry le 16 mars 2012, puis Bryan Little le 23 février 2014, en ont trouvé deux autres de même longueur (26 termes de n = 0 à 25)[5].

Avec les mêmes notations, il s'agit des deux suites :
- Le 23 septembre 2019, une suite constituée de 27 termes[4] a été trouvée par Rob Gahan et PrimeGrid[5] ; avec la même notation, il s'agit de la suite : 224 584 605 939 537 911 +  n × [ P(23) × 81 292 139 ], n allant de 0 à 26.

Concernant les raisons de ces suites arithmétiques, il a été démontré que, si la suite est de longueur k, la raison est multiple de primorielle de k (notée P(k) ou k#), sauf si k est premier et que la suite commence à k. L'expérience semble indiquer que, pour tout k supérieur à 7, il existerait une suite arithmétique de nombres premiers de longueur k et de raison P(k) et que P(k) serait la plus petite raison possible. En 2003, cette conjecture était validée pour les longueurs allant de 8 à 21.
Il semblerait qu'on puisse trouver des suites de longueur k commençant au plus petit nombre premier supérieur ou égal à k. En 2013, cette conjecture était validée pour les longueurs allant de 3 à 19.
Si l'on exige de plus que les nombres premiers soient consécutifs, comme pour la suite (3,5,7), on ne sait pas s'il existe des suites de longueur arbitraire. La plus petite suite de quatre nombres premiers consécutifs est (251, 257, 263, 269), et la plus longue suite connue contient dix termes.